# Collegio uninominale Sicilia - 08
Il collegio elettorale uninominale Sicilia - 08 è stato un collegio elettorale uninominale della Repubblica Italiana per l'elezione del Senato tra il 2017 ed il 2022.

## Territorio
Come previsto dalla legge elettorale italiana del 2017, il collegio era stato definito tramite decreto legislativo all'interno della circoscrizione Sicilia.
Era formato dal territorio di 18 comuni: Aci Castello, Belpasso, Buccheri, Camporotondo Etneo, Catania, Ferla, Francofonte, Gravina di Catania, Lentini, Mascalucia, Misterbianco, Motta Sant'Anastasia, San Giovanni la Punta, San Gregorio di Catania, San Pietro Clarenza, Sant'Agata li Battiati, Tremestieri Etneo, Valverde.
Il collegio era quindi compreso tra la città metropolitana di Catania e la provincia di Siracusa.
Il collegio era parte del collegio plurinominale Sicilia - 02.

## Eletti
| Elezione | Elezione | Senatore       | Partito            | Note                                                                        |
| -------- | -------- | -------------- | ------------------ | --------------------------------------------------------------------------- |
|          | 2018     | Nunzia Catalfo | Movimento 5 Stelle | Ministro del lavoro e delle politiche sociali (2019-2021, governo Conte II) |

## Dati elettorali

### XVIII legislatura
Come previsto dalla legge elettorale, 116 senatori erano eletti con sistema a maggioranza relativa in altrettanti collegi uninominali a turno unico.
| Candidati              | Candidati                | Voti    | %     | Liste                                | Voti    | %     |
| ---------------------- | ------------------------ | ------- | ----- | ------------------------------------ | ------- | ----- |
|                        | Nunzia Catalfo ✔️ Eletto | 132 436 | 49,54 | Movimento 5 Stelle                   | 132 436 | 49,54 |
|                        | Raffaele Stancanelli     | 85 061  | 31,82 | Forza Italia                         | 54 116  | 20,24 |
| Lega                   | Raffaele Stancanelli     | 85 061  | 31,82 | 13 320                               | 4,98    |       |
| Fratelli d'Italia      | Raffaele Stancanelli     | 85 061  | 31,82 | 13 204                               | 4,94    |       |
| Noi con l'Italia - UDC | Raffaele Stancanelli     | 85 061  | 31,82 | 4 421                                | 1,65    |       |
|                        | Valeria Sudano           | 34 200  | 12,79 | Partito Democratico                  | 30 033  | 11,23 |
| +Europa                | Valeria Sudano           | 34 200  | 12,79 | 2 971                                | 1,11    |       |
| Civica Popolare        | Valeria Sudano           | 34 200  | 12,79 | 733                                  | 0,27    |       |
| Italia Europa Insieme  | Valeria Sudano           | 34 200  | 12,79 | 463                                  | 0,17    |       |
|                        | Ambra Monterosso         | 7 010   | 2,62  | Liberi e Uguali                      | 7 010   | 2,62  |
|                        | Goffredo D'Antona        | 2 557   | 0,96  | Potere al Popolo!                    | 2 557   | 0,96  |
|                        | Antonella Guglielmino    | 2 168   | 0,81  | Il Popolo della Famiglia             | 2 168   | 0,81  |
|                        | Maria Tiziana Volpe      | 1 586   | 0,59  | CasaPound                            | 1 586   | 0,59  |
|                        | Tecla Squillaci          | 1 312   | 0,49  | Italia agli Italiani                 | 1 312   | 0,49  |
|                        | Claudio Carrà            | 556     | 0,21  | Partito Valore Umano                 | 556     | 0,21  |
|                        | Giusy Vanadia            | 312     | 0,12  | Lista del Popolo per la Costituzione | 312     | 0,12  |
|                        | Agatino Finocchiaro      | 141     | 0,05  | PRI - ALA                            | 141     | 0,05  |
| Totale                 | Totale                   | 267 339 | 100   |                                      | 267 339 | 100   |
|                        |                          |         |       |                                      |         |       |
| Voti non validi        | Voti non validi          | 9 655   | 3,49  |                                      |         |       |
| Votanti                | Votanti                  | 276 994 | 63,45 |                                      |         |       |
| Elettori               | Elettori                 | 436 570 |       |                                      |         |       |